# آراتا سونودا
آراتا سونودا (به ژاپنی: 園田新؛ زادهٔ ۵ ژوئیهٔ ۱۹۹۴) کشتی‌گیر فرنگی‌کار تیم ملی ژاپن است.
از افتخارات وی می‌توان به کسب مدال برنز بازی‌های آسیایی ۲۰۱۸ اشاره کرد.